# Pullonkarta
Pullonkarta är en ö i Finland.   Den ligger i kommunen Nystad i den ekonomiska regionen Nystadsregionen och landskapet Egentliga Finland, i den sydvästra delen av landet, 220 km väster om huvudstaden Helsingfors.
Terrängen på Pullonkarta är varierad.  I omgivningarna runt Pullonkarta växer i huvudsak barrskog.